# Namor the Sub-Mariner
Namor the Sub-Mariner, in het Nederlands Prins Namor (de Onderzeeman), is een personage uit de strips van Marvel Comics, een van Marvels oudste superhelden. Hij werd bedacht door schrijver Bill Everett in 1939 voor het tijdschrift Motion Picture Funnies Weekly.
Namors eerste officiële verschijning was in Marvel Comics #1 (oktober 1939), uitgegeven door Marvels 1930 – 1940 voorloper Timely Comics. Deze periode staat bij veel fans van stripboeken bekend als de golden age van de strips. Gedurende de golden age was Namor samen met de originele Human Torch en Captain America een van Timely’s favorietste stripfiguren.
Als de zoon van een menselijke kapitein en een prinses van het mythische onderwater koninkrijk Atlantis bezit Namor de superkracht en de vaardigheden van het fictieve "Homo mermanus" ras. Over de jaren is Namor op verschillende manieren geportretteerd. Zo stond hij bekend als een superheld met een kort lontje, maar ook als een vijandige indringer die wraak wilde nemen voor de wandaden van de mensen aan de oppervlakte tegen Atlantis. Daarmee werd Namor een van de eerste antihelden uit de stripwereld. Tot vandaag de dag is Namor een historisch belangrijk en relatief populair Marvelpersonage.

## Publicatiegeschiedenis

### Golden Age
Namor the Sub-Mariner verscheen voor het eerst in april 1939 in het prototype van het nieuwe stripblad Motion Picture Funnies Weekly, geproduceerd door uitgever Funnies, Inc.. Daarna gebruikte Everett het personage voor Marvel Comics #1, het eerste stripboek van Funnies, Inc. cliënt Timely Comics.
Everetts unieke antiheld kwam al snel in conflict met Carl Burgos superheld de Human Torch. Maar toen de Verenigde Staten deel gingen nemen aan de Tweede Wereldoorlog werden in de strips Namor en Human Torch bondgenoten in hun fictieve strijd tegen nazi-Duitsland. Namor verscheen ook in zijn eigen stripboek Sub-Mariner Comics.
Net als veel andere Timely Comics-personages nam Namors populariteit na de Tweede Wereldoorlog af. Hij verscheen nog wel kort als lid van het superheldenteam All-Winners Squad, en in een hervertelling van zijn verleden in 1970 werd bekendgemaakt dat hij aan de kant van de geallieerden had gevochten in het team de Invaders. Allebei deze teams bestonden uit Namor, Captain America en de originele Human Torch.

### Silver Age tot heden
Net als veel andere superhelden uit de Golden Age keerde Namor tijdens de Silver Age terug. Dit gebeurde in The Fantastic Four #4 (mei 1962), waarin de nieuwe Human Torch (Johnny Storm) Namor ontdekte als een dakloze, aan geheugenverlies leidende man in Bowery, Manhattan. Hij krijgt zijn geheugen uiteindelijk terug nadat Johnny hem in een rivier gooit. Hij keerde hierop terug naar zijn koninkrijk (dat in deze strip voor het eerst de naam “Atlantis” kreeg), maar ontdekt enkel een buitenpost van de stad, vernietigd door een kernproef. Hierop begon hij uit wraak een aanval op de bovenwereld. Toen de Fantastic Four hem bevocht, werd hij verliefd op Sue Storm.
In The Avengers #4 speelde Namor een belangrijke rol in de terugkeer van de originele Captain America. Hij ontdekte een arctische stam van atlantianen die een bevroren figuur in een blok ijs aanbaden. Uit woede over deze idool gooit Namor het blok in de oceaan, waar het ijs smelt en de bevroren figuur niemand minder dan Captain America blijkt te zijn, die jaren geleden tijdens een mislukte missie was ingevroren.
De Silver Age versie van Namor was arroganter en dwingender dan zijn Golden Age versie. Hij was ook meer een antiheld dan superheld, en werkte zelfs samen met superschurken zoals Dr. Doom en Magneto. Maar door zijn koninklijke nobelheid en koppige onafhankelijkheid maakten dat deze samenwerkingen nooit lang duurden.
Na enkele gastoptredens in andere strips kreeg de Silver Age Namor zijn eigen serie in 1968 getiteld The Sub-Mariner. Deze serie liep tot 1972. Enkele van de laatste strips uit deze serie werden geschreven en getekend door de bedenker van het personage, Bill Everett, kort voor zijn dood.
Hoewel hij samen heeft gewerkt met, en zelfs lid is geweest van, enkele superheldenteams, waaronder de Defenders, bleef Namor een buitenstaander. Tot op de dag van vandaag balanceert hij constant op de grens tussen held en schurk.

## Biografie
Namor was de zoon van de Atlantiaanse prinses Fen en een Amerikaanse kapitein genaamd Leonard McKenzie. Zij kwamen elkaar tegen toen McKenzies schip de wateren rond Antarctica betrad. McKenzie kwam blijkbaar om toen een groep van Atlantiaanse soldaten zijn schip aanviel. Namor werd geboren in Atlantis. Vanwege het feit dat zijn vader een mens was had hij een roze huid waar Atlantianen een blauwe huid hadden. Namor zou uiteindelijk trouwen met Lady Dorma. Zij werd echter ontvoerd door Llyra, die haar als aas gebruikte om Namor naar de bovenwereld te lokken. Namor was niet in staat haar te redden en het verlies dreef hem bijna tot waanzin. Na zijn troon te hebben verloren en uit Atlantis te zijn verjaagd sloot Namor zich aan bij de Avengers.
Naderhand, gedurende de "Atlantis Attacks" verhaallijn uit 1989, verklaarden de Atlantianen de oorlog aan de bovenwereld. Namor leek om te komen bij het eerste gevecht bij het Panama kanaal. In werkelijkheid leefde hij nog. Hij werd uiteindelijk gevonden door de oceanografen Caleb en Carrie Alexander, die hem wisten te genezen.
Vastbesloten zijn volk en de oceanen te helpen zonder zichzelf bekend te maken, verzamelde hij schatten uit gezonden schepen en richtte hiermee zijn eigen bedrijf Oracle, Inc. Op, geholpen door de Alexanders. Onder de vermomming van een gewone zakenman steunde hij milieuredenen. Namor werd echter gedwongen zijn ware identiteit, en daarmee het feit dat hij nog leefde, bekend te maken toen een terroristenbom afging op een duikboot mammoettanker en New York bedreigde.
Namor werd uiteindelijk teruggeroepen naar Atlantis om een aanval van de "Faceless Ones" af te slaan. Hierna leidde Namor zowel Atlantis als zijn bedrijf Oracle, Inc, maar hij bleef zo veel mogelijk weg uit de bovenwereld. Wel liet hij zijn bedrijf sponsor worden van de supergroep Heroes for Hire.
Gedurende de House of M verhaallijn, waarin de Scarlet Witch met haar krachten een alternatieve realiteit creëerde, werd Namor door iedereen bewonderd als de allereerste superheld. Ook werd hij in deze wereld geclassificeerd als een menselijke mutant (homo superior). Toen Scarlet Witch later 90% van alle mutanten hun krachten liet verliezen, behield Namor de zijne. Maar hij werd niet langer als mutant gezien.

## "De eerste mutant"
Namor wordt vaak gezien als de allereerste mutant uit de Marvel strips, wat gezien de volgorde waarin de verschillende mutanten werden geïntroduceerd in de strips ook het geval is. Echter: indien wordt gekeken naar de fictieve tijdlijn waarin verhalen van Marvel plaatsvinden was Namor niet de eerste mutant. Er zijn een aantal mutanten die Namor voor waren in de Marvel tijdlijn, waaronder Apocalypse (geboren in de 30e eeuw v.Chr.), Selene (actief sinds 10,000 v.Chr.), Wolverine (eind 19e eeuw), Mystique en Destiny (geboortedata onbekend, maar al actief sinds begin 20e eeuw), de demonische mutant Azazel en een groep van mutanten bekend als de Externals.
Namors mutatiekrachten die noch mensen, noch Atlantianen bezitten zijn z’n vermogen om te vliegen, zijn enorme kracht, zijn slechts zelden gebruikte mogelijkheid om elektriciteit op te wekken, radar zintuig en zijn telepathische communicatie met zeeleven.

## Krachten
Vanwege het feit dat hij half-mens, half-atlantiaan is, is Namor uniek onder zowel normale mensen als normale Atlantianen. Om deze reden wordt hij vaak Marvels eerste mutant genoemd, maar veel van zijn krachten komen van het feit dat hij een kruising tussen een mens en een Atlantiaan is. Bill Everett gaf Namor zijn bekendste krachten: bovenmenselijk sterk, in staat om zowel onderwater als op het land te leven, en de gave om te vliegen. Namor is de sterkste Atlantiaan ter wereld. Hoe sterk precies is niet bekend. Verder bezit Namor een bovenmenselijk uithoudingsvermogen, en grote weerstand tegen verwondingen. Namor kan vliegen via vleugels aan zijn enkels.
Toen Stan lee en Jack Kirby het personage overnamen gaven ze hem een aantal nieuwe krachten. Zo maakte Namor in The Fantastic Four #9 bekend dat hij de kracht bezit van alle wezens die onder de zeespiegel leven. Ook bleek dat hij elektriciteit kon opwekken gelijk aan de manier van een sidderaal, over een soort radarzintuig beschikte waarmee hij ook onzichtbare vijanden kon opsporen, en zichzelf kon opblazen tot driemaal zijn normale formaat. Al deze extra krachten werden genegeerd toen Marvel Namor zijn eigen stripserie gaf.
Een andere kracht die Namor pas in de Silver Age verkreeg, en maar zelden gebruikt, is zijn telepathische communicatie met zeeleven.
Namor wordt verder veel minder snel oud dan normale mensen. Hij is inmiddels over de 80 jaar, maar ziet er nog jong uit.

## Ultimate Namor
In het Ultimate Marvel universum ontdekten de Fantastic Four in de ruïnes van Atlantis een tombe van ongeveer 9000 jaar oud. In deze tombe vonden ze Namor, in een soort winterslaap. Via vertaling van een oude tekst ontdekte Reed Richards dat Namor een Atlantiaanse crimineel was, die zelfs werd gezien als de ergste schurk ooit. Toen Namor ontwaakte uit zijn winterslaap demonstreerde hij zijn kracht door Johnney Storms vlammen te weerstaan, Thing aan te kunnen in een gevecht, Susan Storms krachtveld te doorbreken en Reed Richards uit te rekken tot het punt dat hij pijn voelde. Hij dreigde vervolgens Manhattan te verwoesten met een vloedgolf. Uiteindelijk wist Sue hem tot bedaren te brengen.
Door zijn intelligentie leerde Namor binnen enkele minuten de Engelse taal, door enkel naar gesprekken van de Fantastic Four en S.H.I.E.L.D. agenten te luisteren.
Deze Ultimate versie van Namor is een gemuteerde Atlantiaan met amfibische eigenschappen. Zijn superkrachten zijn onder andere bovenmenselijke kracht en uithoudingsvermogen, zwemmen op hoge snelheid, vliegen, teleportatie en hydrokinese.

## Namor in andere media

### Marvel Cinematic Universe
Sinds 2022 verschijnt Namor in het Marvel Cinematic Universe, waarin hij gespeeld wordt door Tenoch Huerta. De afkomst van deze versie van Namor is veranderd, naar die van de Maya's uit Mexico. Namor is hierin de leider van het onderwater koninkrijk Talokan. Door een conflict over het beschermen van vibranium, raakt het land Talokan in oorlog met Wakanda. Deze strijd verliest hij uiteindelijk waarmee hij echter wel bescherming krijgt voor zijn rijk van Wakanda. Namor verscheen onder andere in de volgende film: 
- Black Panther: Wakanda Forever (2022)

### Animatie series
- "The Sub-Mariner" was een onderdeel van de 1960s animatie serie The Marvel Superheroes Show.
- Namor had een gastoptreden in een aflevering van de Fantastic Four animatieserie uit 1994. Zijn stem werd gedaan door James Warwick.
- Namor verscheen in de aflevering "7 Little Superheroes" van de animatieserie Spider-Man and His Amazing Friends. In een andere aflevering van diezelfde serie verscheen iemand die verkleed was als Namor.
- Namor had een gastoptreden in de animatieserie The Avengers: United They Stand. Zijn stem werd gedaan door Raoul Trujillo.

### Film
Op 13 september 2006 maakte Universal Pictures bekend dat regisseur Jonathan Mostow de opdracht had gekregen om Marvel Studios Sub-Mariner te herschrijven en regisseren. Deze film is echter nooit gemaakt.